# Gabi Thieme
Gabi Thieme (* 1953 in Erlabrunn im Erzgebirge) ist eine deutsche Diplomjournalistin und Buchautorin.

## Leben
Gabi Thieme wuchs in Aue im Erzgebirge auf, absolvierte 1971 in Schneeberg ihr Abitur und begann dann ein einjähriges journalistisches Volontariat beim Allgemeinen Deutschen Nachrichtendienst (ADN), der Nachrichtenagentur der DDR, in Berlin und im Bezirksbüro Karl-Marx-Stadt. Anschließend nahm sie ab dem Wintersemester 1972 ein Journalistikstudium an der Karl-Marx-Universität in Leipzig auf, welche sie 1976 mit Diplom beendete.
Nach dem Abschluss kehrte sie zurück in das ADN-Bezirksbüro Karl-Marx-Stadt, bis sie 1990 zur Chemnitzer Tageszeitung „Freie Presse“ wechselte. Dort war sie über die Jahre in vielen verschiedenen Bereichen tätig, unter anderem als Leiterin der Lokalredaktion Chemnitz, Leiterin des Ressorts Sachsen, Reporterin und Rechercheurin auf den Gebieten Polizei, Justiz, Tourismus, Bergbau, Umwelt und Wasserwirtschaft, Holzkunsthandwerk, Bildung, Regionalentwicklung, Kommunalpolitik und Reisen. Ende 2018 verabschiedete sich Thieme in den Ruhestand und arbeitet seitdem als freiberufliche Journalistin und Autorin für verschiedene Zeitungen und Verlage. Im Rahmen ihrer Arbeit verfolgte sie zahlreiche Verbrechen als Journalistin, hielt Kontakt zu Angehörigen und Ermittlern, sodass sie einige authentische Kriminalfälle aus Sachsen Jahre später literarisch aufarbeiten konnte.
Kurz nach dem Mauerfall schaffte sie es im Jahr 1990, als erste DDR-Journalistin TV-Moderator Thomas Gottschalk während einer Aufzeichnung der ZDF-Sendung Wetten, dass..? im fränkischen Hof (Saale) zu interviewen. Viele DDR-Tageszeitungen veröffentlichten Thiemes Artikel danach.
Seit 2009 ist Thieme Jury-Mitglied im Verband Erzgebirgischer Kunsthandwerker und Spielzeughersteller für den jährlichen Branchenwettbewerb „Tradition und Form“.
Thieme ist seit 1977 mit dem Pressefotografen Wolfgang Thieme verheiratet, ihr gemeinsamer Sohn Tom Thieme arbeitet als Politikwissenschaftler und Extremismusforscher. Sie lebt inzwischen in einem Dorf bei Chemnitz.

## Veröffentlichungen
- Kinderschicksale: Auf dem Schulweg verschwunden, Paperento Verlag 2025, ISBN 978-3-947409-70-9.
- Wie ich Thomas Gottschalk rumkriegte – Von Marx bis Madam: Abenteuer aus dem Leben einer rasenden Reporterin, Paperento Verlag 2024, ISBN 978-3-947409-63-1.
- Das fast perfekte Verbrechen: Aufsehenerregende Kriminalfälle aus Sachsen, Bild und Heimat 2022, ISBN 978-3-95958-323-7.
- Mord im Regionalexpress: Authentische Kriminalfälle aus Sachsen, Das Neue Berlin 2020, ISBN 978-3-360-01370-5.
- Der Erzgebirgskreis – Landschaft, Geschichte, Gegenwart, herausgegeben von Klaus Walther, Mironde-Verlag 2013, ISBN 978-3-937654-42-3.

Thieme ist zudem Mitautorin von mehreren Büchern, darunter:
- Wer hat den Nischel geklaut? ... und andere Krimis aus Chemnitz, Paperento Verlag 2025, ISBN 978-3-947409-69-3.
- Die drei Schönen: Schloss Augustusburg, Schloss Lichtenwalde, Burg Scharfenstein, herausgegeben von Matthias Zwarg, Chemnitzer Verlag 2011, ISBN 978-3937025704.
- Chronik 2003 – Chemnitz, Erzgebirge, Vogtland Mudental, Chemnitzer Verlag 2004.
- Unsere schönsten Burgen und Schlösser, herausgegeben von Eberhard Bräunlich, Chemnitzer Verlag 2004, ISBN 978-3-937025-04-9.
- Das große erzgebirgische Weihnachtsbuch, Chemnitzer Verlag 2002, ISBN 978-3-928678-78-0.
- Das Jahrhundertbuch 1900–2000: Bilder und Geschichten aus Chemnitz, dem Erzgebirge, Vogtland und Muldental, herausgegeben von Ulrich Hammerschmidt, Chemnitzer Verlag 1999, ISBN 978-3-928678-54-4.
- Lokaltermine – Ein Restaurantführer durch Südwestsachsen, Chemnitzer Verlag 1998, ISBN 978-3-928678-45-2.
- Stadtführer Chemnitz, Chemnitzer Verlag 1998, ISBN 978-3-928678-38-4.